# Anthozoa
Anthozoaires, Coralliaires, Actinozoaires
Classe
Sous-classes de rang inférieur
- Ceriantharia
- Hexacorallia
- Octocorallia

Classification phylogénétique
- Cnidaires
  - Cyclozoaires† ?
  - Anthozoaires
    - Hexacorallia
    - Octocorallia

  - Médusozoaires
    - Hydrozoaires
    - Polypodiozoaires
    - Scyphozoaires
    - Staurozoaires
    - Cubozoaires

  - Myxozoaires
    - Malacovalvulida
    - Myxosporea
- Bilatériens

Les Anthozoaires, ou l'ordre Anthozoa, anciennement Coralliaires ou Actinozoaires, sont une classe de cnidaires.
Elle comprend deux lignées monophylétiques : les Octocorallia et les Hexacorallia.

## Étymologie
Leur nom provient du grec et signifie « animaux-fleurs », faisant allusion à la symétrie radiale de leurs polypes et au fait qu'ils vivent fixés à l'âge adulte.

## Caractéristiques scientifiques
Tous les membres de cette classe sont exclusivement polypoïdes (adultes à l'état de polype) ; ils peuvent être soit clonaux (corail), soit coloniaux (certains zoanthides), soit solitaires (anémones, cérianthes). De même, leur corps peut être soutenu par un squelette protéinique ou minéral, soit sans squelette (mou).
Trois caractéristiques apomorphes seraient à retenir : l'actinopharynx, le siphonoglyphe, et les mésentères. Ces caractéristiques se retrouvent chez tous les anthozoaires sauf un seul, le sibopathe.
Bien qu'une étude phylogénique de 1995 ait semblé démontrer une paraphylie des anthozoaires en accord avec la monophylie de la classe des Medusozoa, d'autres études (1996, 1997, 1999, 2002) soutiennent la monophylie des anthozoaires.

## Anatomie
Suivant la nature du corail, mou ou dur, l'anatomie de l'animal et de sa colonie ne sera pas tout à fait la même.

## Âge et ancienneté
En tant que colonies, les grands récifs coralliens semblent être parmi les plus vieux animaux coloniaux vivants du monde,.

## Liste des sous-classes et ordres
| Selon World Register of Marine Species (6 février 2016) : - Ceriantharia Perrier, 1893 — cérianthaires - Penicilaria den Hartog, 1977 - Spirularia den Hartog, 1977 - Hexacorallia Haeckel, 1896 - Actiniaria — anémones de mer - Antipatharia — corail noir - Corallimorpharia — corralimorphes - † Rugosa - Scleractinia Bourne, 1900 — Coraux bâtisseurs de récifs - Zoantharia Gray, 1832 — zoanthides - Octocorallia Haeckel, 1866 - Alcyonacea Lamouroux, 1894 — coraux mous (alcyonaires) - Helioporacea Bock, 1938 — coraux bleus - Octocorallia incertae sedis - Pennatulacea Verrill, 1865 — pennatules | Selon ITIS (29 janvier 2014) : - sous-classe des Alcyonaria Dana - ordre des Alcyonacea Lamouroux, 1894 - ordre des Gorgonacea — gorgones - ordre des Helioporacea - ordre des Pennatulacea Verrill, 1865 - ordre des Stolonifera Kickson, 1883 - ordre des Telestacea - sous-classe des Ceriantipatharia Van Beneden, 1898 - ordre des Antipatharia Milne Edwatds and Haime, 1857 - ordre des Ceriantharia - sous-classe des Hexacorallia - ordre des Actiniaria - ordre des Scleractinia Bourne, 1900 - sous-classe des Zoantharia de Blainville, 1830 - ordre des Corallimorpharia Stephenson, 1937 - ordre des Ptychodactiaria - ordre des Rugosa † - ordre des Tabulata † - ordre des Zoanthidea | Selon ADW : - sous-classe des Alcyonaria - ordre des Alcyonacea - ordre des Gorgonacea - ordre des Helioporacea - ordre des Pennatulacea - ordre des Stolonifera - ordre des Telestacea - sous-classe des Zoantharia - ordre des Actiniaria - ordre des Antipatharia - ordre des Ceriantharia - ordre des Corallimorpharia - ordre des Ptychodactiaria - ordre des Rugosa - ordre des Scleractinia - ordre des Tabulata - ordre des Zoanthidea |

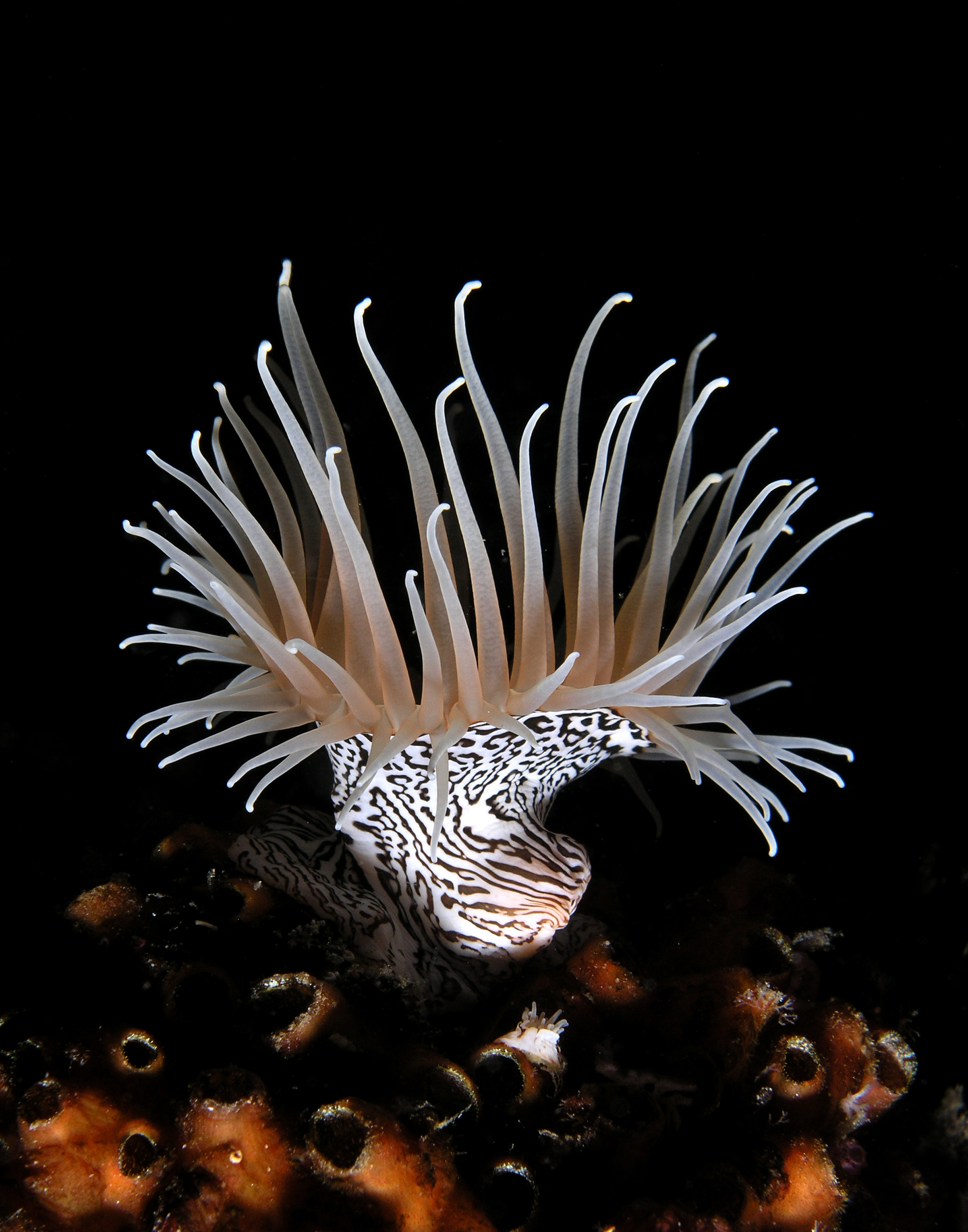
Nemanthus annamensis, une anémone
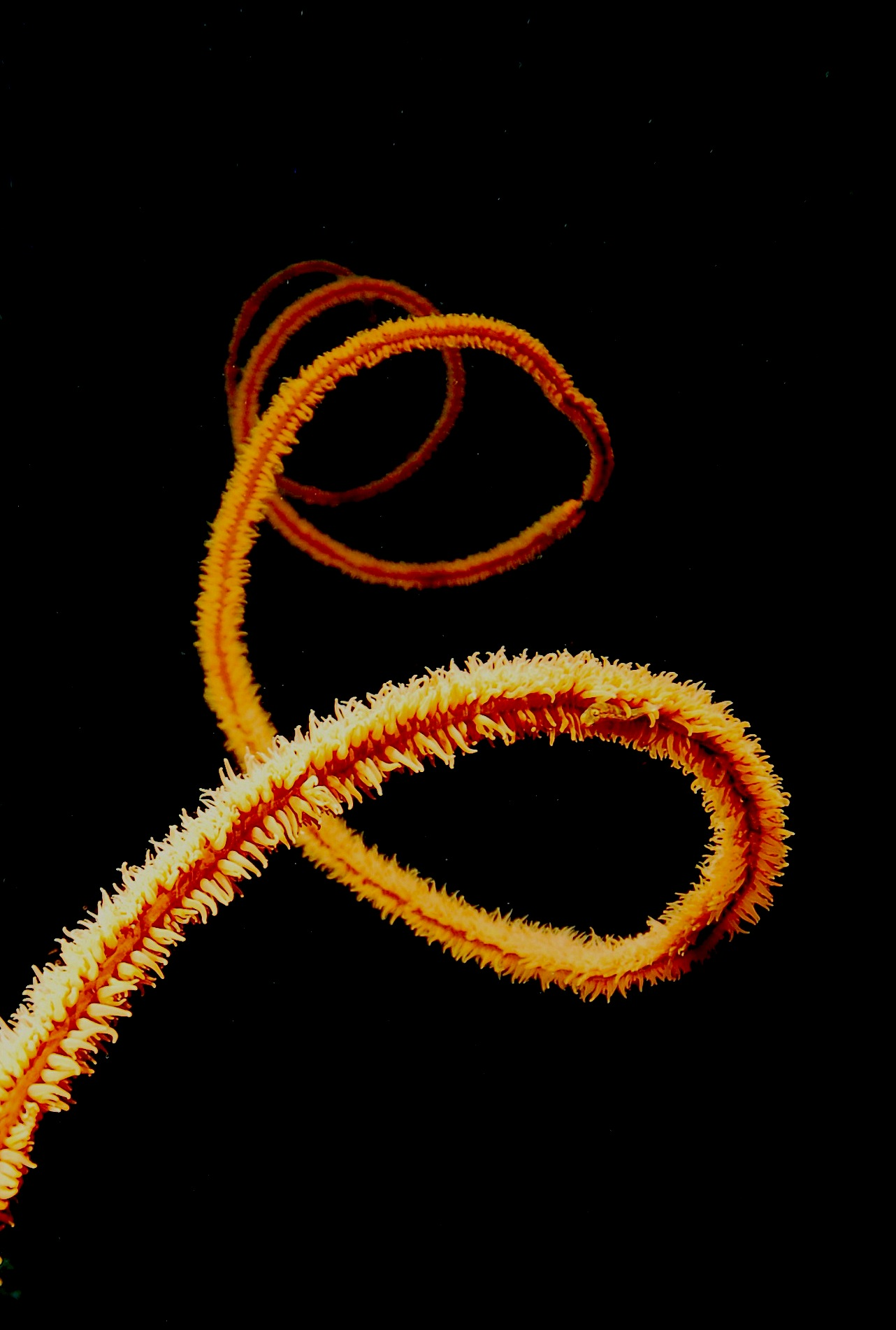
Cirrhipathes sp., un corail noir
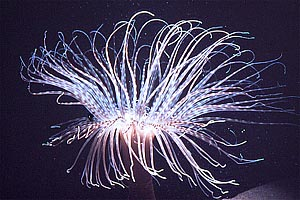
Cerianthus filiformis, un cérianthaire
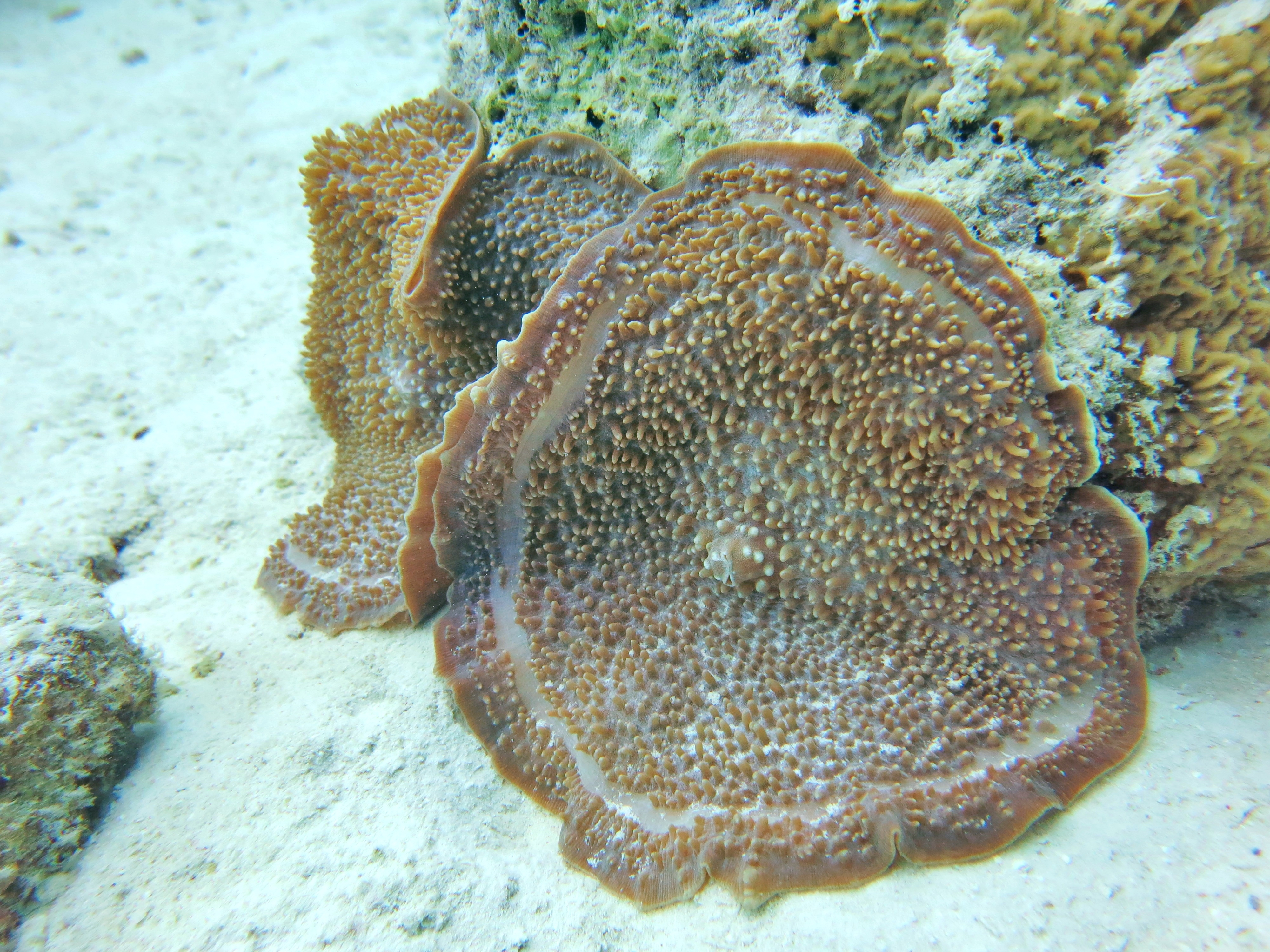
Amplexidiscus fenestrafer, un corallimorphe
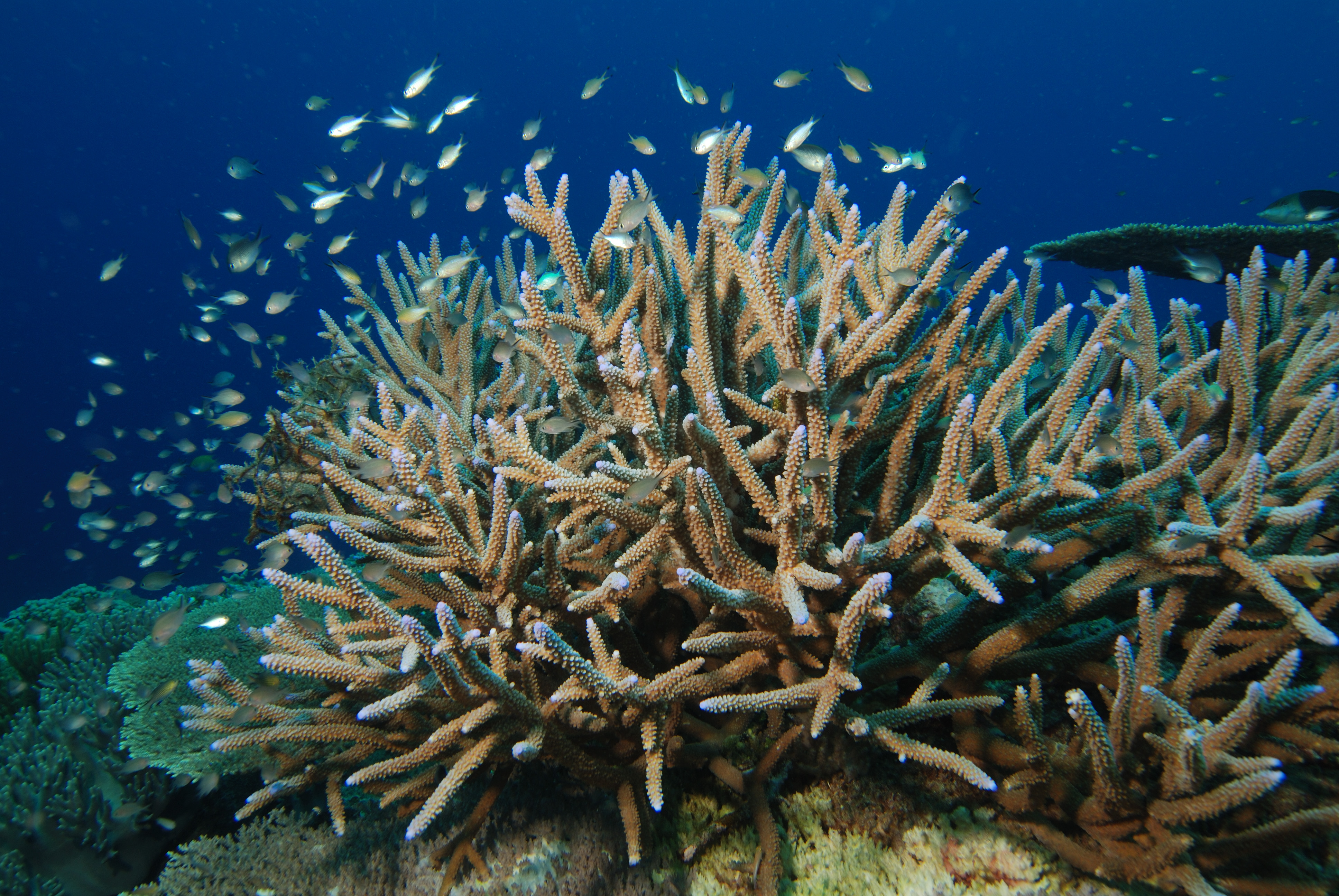
Acropora cervicornis, un corail scléractiniaire (coraux photosynthétiques tropicaux)
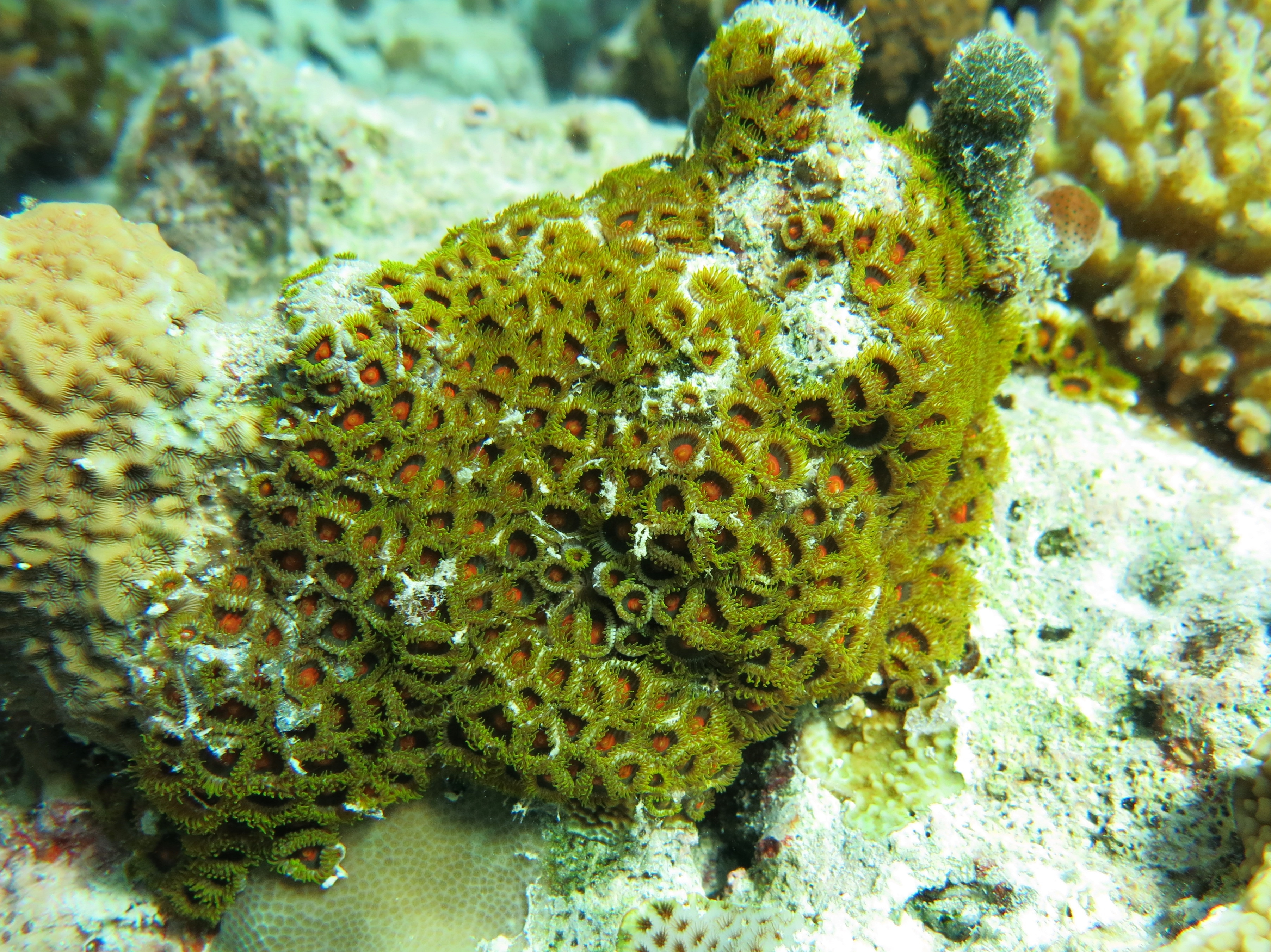
Zoanthus mantoni, un zoanthide
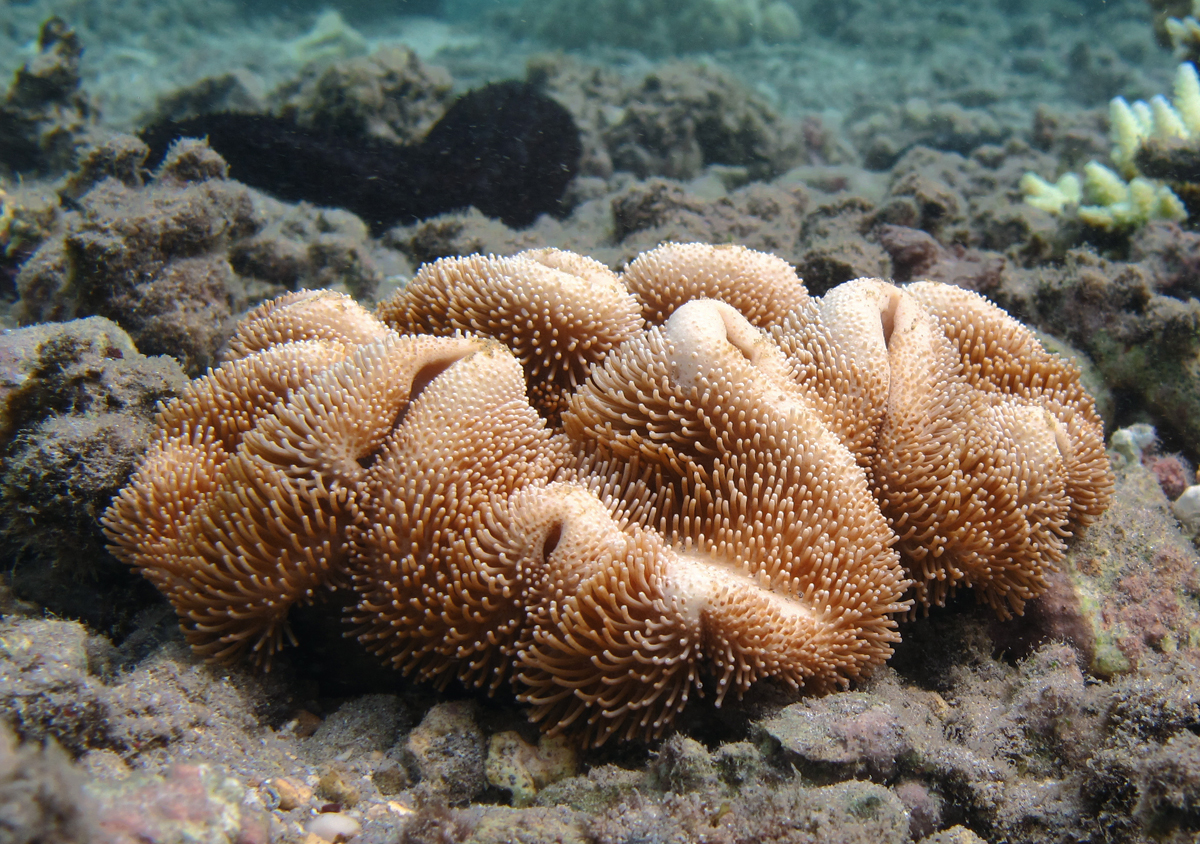
Sarcophyton trocheliophorum, un corail mou
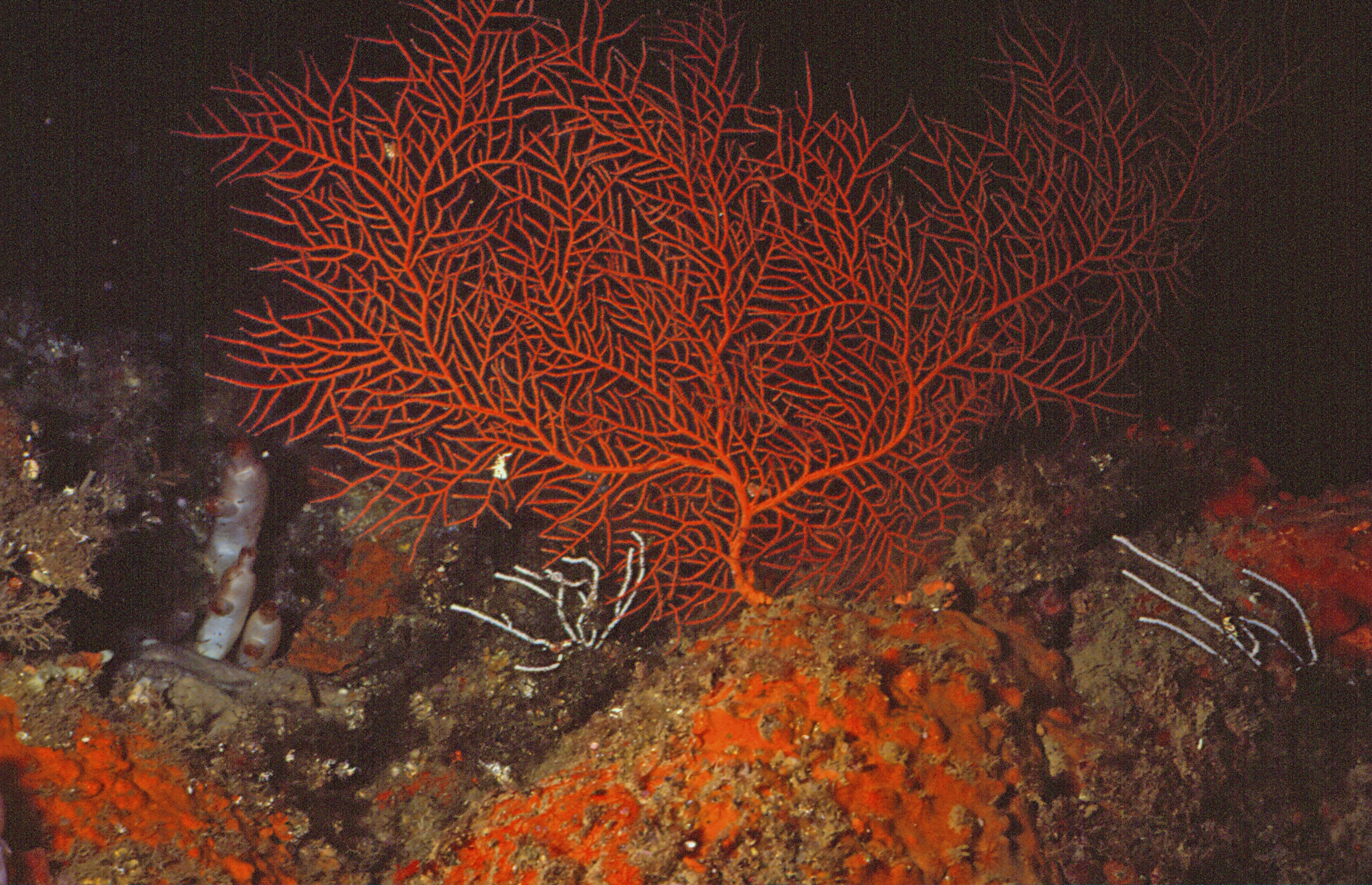
Leptogorgia sarmentosa, une gorgone
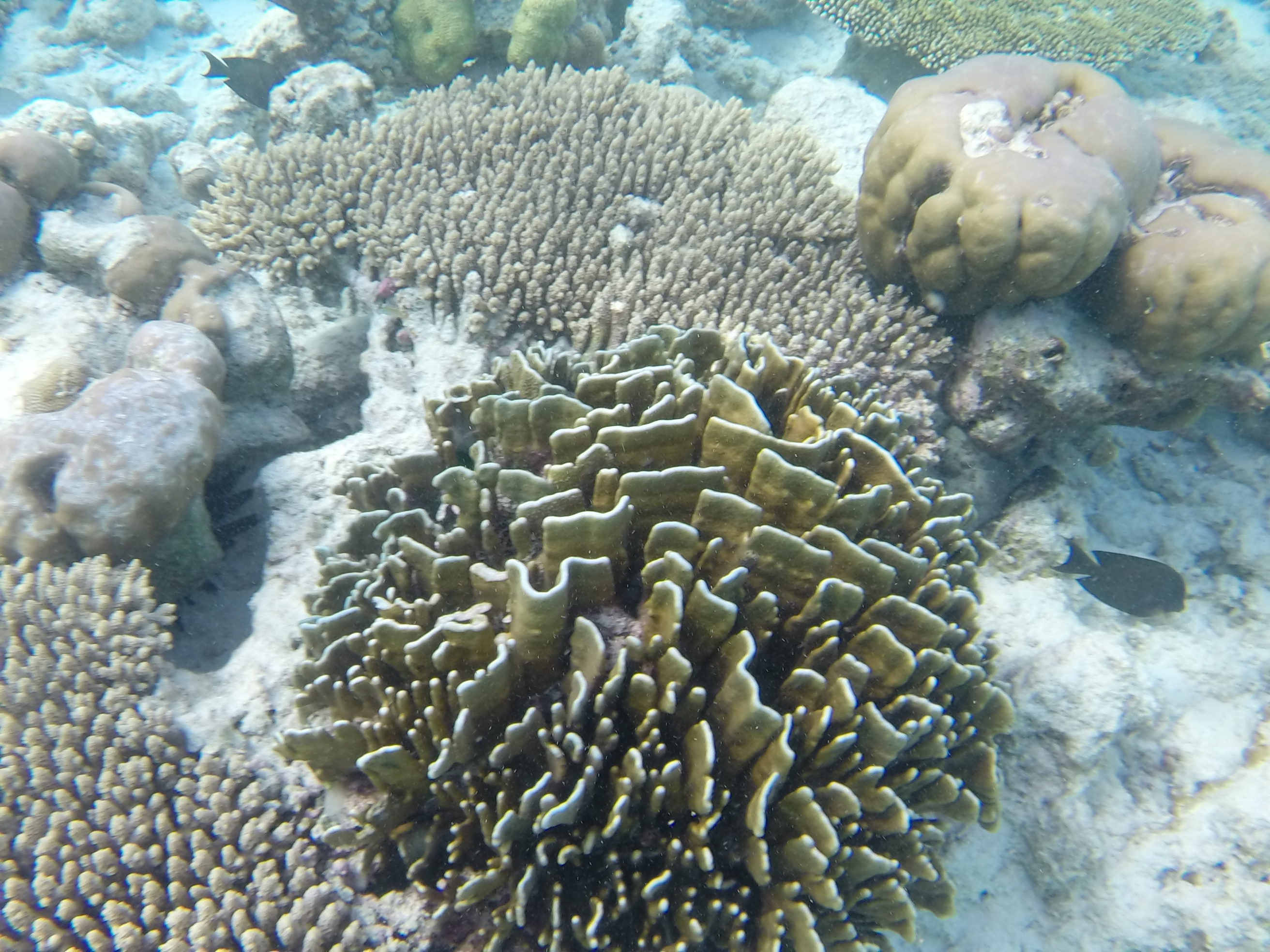
Heliopora coerulea, un corail bleu
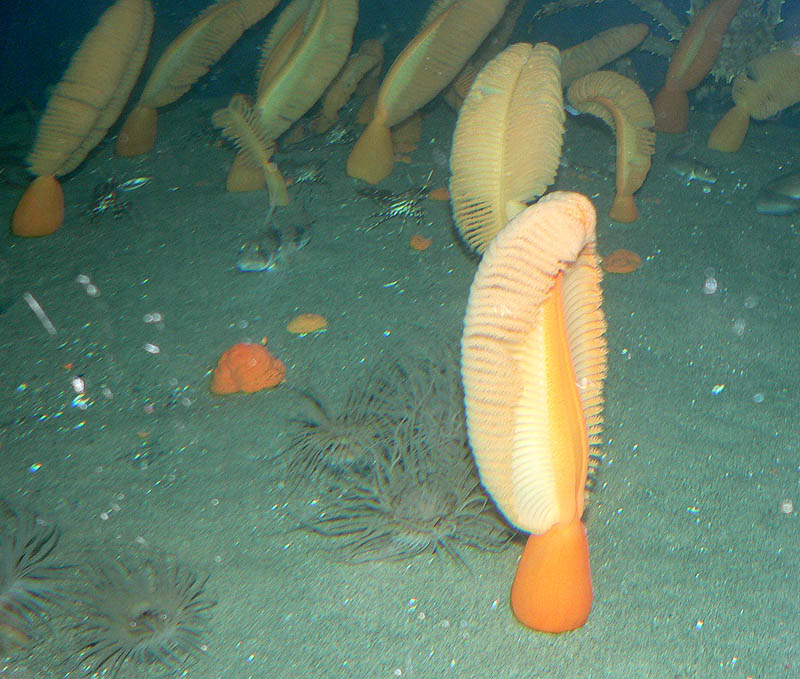
Ptilosarcus gurneyi, une pennatule